# Спедзано-делла-Сила
Спедзано-делла-Сила (итал. Spezzano della Sila) — коммуна в Италии, располагается в регионе Калабрия, подчиняется административному центру Козенца.
Население составляет 4849 человек, плотность населения составляет 61 чел./км². Занимает площадь 79 км². Почтовый индекс — 87058. Телефонный код — 0984.
Покровителем населённого пункта считается Власий Севастийский. Праздник ежегодно празднуется 3 февраля.